# 800 meter för damer i friidrott vid olympiska sommarspelen 1976
800 meter för damer vid olympiska sommarspelen 1976 i Montréal avgjordes 23-26 juli. 

## Medaljörer
| Gren      | Guld                              | Guld          | Silver                        | Silver  | Brons                   | Brons   |
| 800 meter | Tatjana Kazankina · Sovjetunionen | 1.54,94 WR OR | Nikolina Sjtereva · Bulgarien | 1.55,42 | Elfi Zinn · Östtyskland | 1.55,60 |

## Resultat
- Q innebär avancemang utifrån placering i heatet.
- q innebär avancemang utifrån total placering.
- DNS innebär att personen inte startade.
- DNF innebär att personen inte fullföljde.
- DQ innebär diskvalificering.
- NR innebär nationellt rekord.
- OR innebär olympiskt rekord.
- WR innebär världsrekord.
- WJR innebär världsrekord för juniorer
- AR innebär världsdelsrekord (area record)
- PB innebär personligt rekord.
- SB innebär säsongsbästa.

### Omgång 1

#### Heat 1
| Placering | Idrottare            | Nation        | Tid     | Noteringar |
| --------- | -------------------- | ------------- | ------- | ---------- |
| 1         | Svetlana Styrkina    | Sovjetunionen | 2.00,12 | Q          |
| 2         | Judy Amoore          | Australien    | 2.00,66 | Q          |
| 3         | Doris Gluth          | Östtyskland   | 2.00,70 | Q          |
| 4         | Rita Thijs           | Belgien       | 2:04.39 |            |
| 5         | Abby Hoffman         | Kanada        | 2:05.32 |            |
| 6         | Carmen Valero        | Spanien       | 2:06.14 |            |
| 7         | Lilja Guðmundsdóttir | Island        | 2:07.26 |            |

#### Heat 2
| Placering | Idrottare            | Nation          | Tid     | Noteringar |
| --------- | -------------------- | --------------- | ------- | ---------- |
| 1         | Anita Weiß           | Östtyskland     | 2.00,48 | Q          |
| 2         | Nikolina Sjtereva    | Bulgarien       | 2.01,02 | Q          |
| 3         | Gabriella Dorio      | Italien         | 2.01,63 | Q          |
| 4         | Jozefína Čerchlanová | Tjeckoslovakien | 2:02.36 |            |
| 5         | Kathy Weston         | USA             | 2:03.31 |            |
| 6         | Joan Wenzel          | Kanada          | 2:03.62 |            |
| i.u.      | Chee Swee Lee        | Singapore       | DNF     |            |

#### Heat 3
| Placering | Idrottare            | Nation          | Tid     | Noteringar |
| --------- | -------------------- | --------------- | ------- | ---------- |
| 1         | Svetla Zlateva       | Bulgarien       | 1.59,24 | Q          |
| 2         | Valentina Gerasimova | Sovjetunionen   | 1.59,68 | Q          |
| 3         | Wendy Koenig         | USA             | 1.59,91 | Q          |
| 4         | Mariana Suman        | Rumänien        | 2:00.00 | q          |
| 5         | Liz Barnes           | Storbritannien  | 2:01.70 |            |
| 6         | Célestine N'Drin     | Elfenbenskusten | 2:04.54 |            |
| 7         | Maria Ritter         | Liechtenstein   | 2:14.39 |            |

#### Heat 4
| Placering | Idrottare        | Nation         | Tid     | Noteringar |
| --------- | ---------------- | -------------- | ------- | ---------- |
| 1         | Elfi Zinn        | Östtyskland    | 2.01,54 | Q          |
| 2         | Charlene Rendina | Australien     | 2.01,76 | Q          |
| 3         | Ileana Silai     | Rumänien       | 2.02,82 | Q          |
| 4         | Angela Creamer   | Storbritannien | 2:03.48 |            |
| 5         | Magdolna Lázár   | Ungern         | 2:04.05 |            |
| 6         | Ileana Hocking   | Puerto Rico    | 2:08.46 |            |
| 7         | Ndew Niang       | Senegal        | 2:09.32 |            |

#### Heat 5
| Placering | Idrottare             | Nation         | Tid     | Noteringar |
| --------- | --------------------- | -------------- | ------- | ---------- |
| 1         | Tatjana Kazankina     | Sovjetunionen  | 2.00,15 | Q          |
| 2         | Lilyana Tomova        | Bulgarien      | 2.00,54 | Q          |
| 3         | Madeline Manning      | USA            | 2.00,62 | Q          |
| 4         | Yvonne Saunders       | Kanada         | 2:03.54 |            |
| 5         | Anne-Marie Van Nuffel | Belgien        | 2:04.09 |            |
| 6         | Chris McMeekin        | Storbritannien | 2:04.54 |            |
| 7         | Anne Audain           | Nya Zeeland    | 2:05.78 |            |

### Semifinaler

#### Heat 1
| Placering | Idrottare         | Nation        | Tid     | Noteringar |
| --------- | ----------------- | ------------- | ------- | ---------- |
| 1         | Anita Weiß        | Östtyskland   | 1.56,53 | Q OR       |
| 2         | Tatjana Kazankina | Sovjetunionen | 1.57,49 | Q          |
| 3         | Svetla Zlateva    | Bulgarien     | 1.57,93 | Q          |
| 4         | Doris Gluth       | Östtyskland   | 1:59.32 | Q          |
| 5         | Judy Amoore       | Australien    | 1:59.93 |            |
| 6         | Ileana Silai      | Rumänien      | 2:02.22 |            |
| 7         | Wendy Koenig      | USA           | 2:02.31 |            |
| 8         | Gabriella Dorio   | Italien       | 2:02.46 |            |

#### Heat 2
| Placering | Idrottare            | Nation        | Tid     | Noteringar |
| --------- | -------------------- | ------------- | ------- | ---------- |
| 1         | Svetlana Styrkina    | Sovjetunionen | 1.57,28 | Q          |
| 2         | Nikolina Sjtereva    | Bulgarien     | 1.57,35 | Q          |
| 3         | Elfi Zinn            | Östtyskland   | 1.57,56 | Q          |
| 4         | Mariana Suman        | Rumänien      | 2:00.01 | Q          |
| 5         | Charlene Rendina     | Australien    | 2:00.29 |            |
| 6         | Valentina Gerasimova | Sovjetunionen | 2:01.00 |            |
| 7         | Lilyana Tomova       | Bulgarien     | 2:01.97 |            |
| 8         | Madeline Manning     | USA           | 2:07.25 |            |

### Final
| Placering | Idrottare         | Nation        | Tid     | Noteringar |
| --------- | ----------------- | ------------- | ------- | ---------- |
| 1         | Tatjana Kazankina | Sovjetunionen | 1.54,94 | WR OR      |
| 2         | Nikolina Sjtereva | Bulgarien     | 1.55,42 |            |
| 3         | Elfi Zinn         | Östtyskland   | 1.55,60 |            |
| 4         | Anita Weiß        | Östtyskland   | 1.55,74 |            |
| 5         | Svetlana Styrkina | Sovjetunionen | 1.56,44 |            |
| 6         | Svetla Zlateva    | Bulgarien     | 1.57,21 |            |
| 7         | Doris Gluth       | Östtyskland   | 1.58,99 |            |
| 8         | Mariana Suman     | Rumänien      | 2.02,21 |            |